# آلدگیت
آلدگیت (به انگلیسی: Aldgate) شرقی‌ترین دروازه شهر لندن بوده است.
هم‌اکنون خیابانی از تقاطع خیابان‌های لیدنهال و فنچورچ تا خیابان ویت‌چپل با نام آلدگیت به طول ۴ کیلومتر وجود دارد.